# Manuel María Biedma
Manuel María Biedma fue un médico argentino del siglo XIX con destacada participación en la Guerra de la Triple Alianza.

## Biografía
Manuel María Biedma nació en la ciudad de Buenos Aires el 24 de septiembre de 1826, hijo del coronel Manuel de Biedma Pazos y de Dionisia Torres. Era sobrino de Nicasio de Biedma.
En 1845 se enroló en el Batallón de Comisionados de Manzana al mando de Juan Manuel de Larrazábal, sirviendo en la compañía comandada por José María Pizarro.
El 5 de junio de 1847 pasó como practicante mayor con grado de teniente 1° al Regimiento N° 1 de Caballería comandado por el general Agustín de Pinedo, sirviendo con los cirujanos Hilario Almeira y José P. Lucena.
Apenas egresado de la Facultad de Medicina de la Universidad de Buenos Aires fue nombrado el 1 de enero de 1851 cirujano de cuerpo con jerarquía de capitán.
Asistió a la batalla de Caseros y el 6 de febrero de 1852 se le encomendó una de las salas del Hospital General de Hombres que atendían a los heridos en el combate. En junio de ese año enfermó el doctor Carlos Durand, a cargo de la sanidad en el Ejército de Justo José de Urquiza acampado en Palermo (Buenos Aires), por lo que Biedma fue designado para reemplazarlo.
Adhirió a la revolución del 11 de septiembre de 1852 y como médico de sus ejércitos atendió a los heridos tras la derrota de la expedición de Juan Madariaga a Concepción del Uruguay. Iniciado el sitio de Buenos Aires, sirvió como médico y jefe de una batería en los potreros de Langdon, lindero al actual Parque Lezama.
En 1854 fue nombrado médico de sanidad por el Estado de Buenos Aires y sirvió a bordo de la corbeta 25 de Mayo y en la ciudad misma. Participó de la campaña que finalizó con la batalla de Cepeda (1859) y ascendido a sargento mayor intervino como cirujano en la batalla de Pavón. 
Tras la victoria de los ejércitos de Bartolomé Mitre fue designado cirujano en jefe de los hospitales militares establecidos en San Nicolás de los Arroyos y tras permanecer cumpliendo funciones similares en Rosario (Argentina) regresó a sus funciones de médico de sanidad en Buenos Aires.
Acompañó al general Venancio Flores en su campaña contra el gobierno uruguayo a bordo del vapor Guardia Nacional como médico de la escuadra compuesta de seis buques y también para la guarnición de la isla Martín García.
Una vez terminada regresó a su cargo de médico de la Capitanía del puerto de Buenos Aires.
Al comenzar la guerra la Guerra del Paraguay en 1865, Argentina no contaba con una organización de sanidad militar adecuada, y carecía de personal, instrumental y ambulancias suficientes. El 9 de mayo de 1865 se creaba el Cuerpo Médico encabezado por el cirujano mayor (grado de coronel) Hilario Almeyra y los cirujanos principales (con grado de teniente coronel) Manuel de Biedma, Caupolicán Molina y Joaquín Diaz de Bedoya.
Incorporado al ejército de vanguardia a las órdenes del general Wenceslao Paunero participó en la batalla de Yatay (agosto de 1865), sitio de Uruguayana (septiembre), combate de Corrales (o Paso de la Patria, enero de 1866), batalla de Curupaytí y Humaitá. El 14 de septiembre de 1866 fue herido por un casco de granada.
El 27 de agosto de 1867 fue ascendido a teniente coronel cirujano principal y tras denegarle el 22 de octubre la baja solicitada el 1 de diciembre Domingo Faustino Sarmiento lo nombró coronel honorario.
Finalizadas las acciones principales del conflicto, Biedma continuó no obstante en territorio Paraguayo y concluida la guerra permaneció ejerciendo en el Hospital Militar de Asunción del Paraguay.
Al estallar la epidemia de fiebre amarilla en Buenos Aires en 1871 volvió a su ciudad natal para sumarse como médico de la Municipalidad a la lucha contra el flagelo, en el que falleció su primera esposa, Baldomera Solé.
Desde el 1 de septiembre de 1871 hasta 1874 presidió el Hospital Militar. En esas funciones, al estallar la revolución de 1874 debió embarcarse en la escuadra que salió en persecución de la cañonera Paraná y el vapor Montevideo hasta la rendición de los buques rebeldes.
De regreso en Buenos Aires, debió organizar con urgencia los hospitales de Chivilcoy y 25 de Mayo (Buenos Aires) para atender a los numerosos heridos en la batalla de la Verde.
Recién en 1875 se reintegró a la dirección del Hospital Militar pero en 1876 debió sumarse a la campaña de Alsina contra las tribus del cacique Juan José Catriel.
Siguió ejerciendo el cargo hasta que habiendo apoyado la fracasada revolución de 1880 fue dejado cesante hasta que en 1881 fue nombrado médico de la Prefectura Marítima y en 1883 fue reincorporado a la Armada Argentina con el grado de coronel. 
En 1886 fue nombrado cirujano mayor de la Armada Argentina. El 4 de marzo de 1890 fue puesto al frente de la sala de jefes y oficiales del Hospital Militar y tras su actuación durante la Revolución del Parque el 31 de marzo de 1891 fue promovido a general de brigada con retroactividad al 27 de julio del año anterior, retirándose del servicio en julio de 1895.
Fue condecorado en numerosas oportunidades y por su conducta en el campo de batalla mereció elogiosas menciones de sus superiores, incluyendo las del mismo presidente Mitre.
Falleció en Buenos Aires el 11 de agosto de 1901 y fue sepultado en el Cementerio de la Recoleta.
Con Baldomera Solé Ravago había tenido dos hijos, Carlota Biedma Solé y Juan Manuel Biedma Solé.
Había casado en segundas nupcias con Agustina Montagne, con quien no tuvo descendencia.
El hospital militar de Curuzú Cuatiá, Corrientes, lleva su nombre, al igual que calles de Rosario (Argentina) y Buenos Aires.